# 蛟流河乡
蛟流河乡，是中华人民共和国吉林省白城市洮南市下辖的一个乡镇级行政单位。

## 行政区划
蛟流河乡下辖以下地区：
昌盛村、龙山村、先锋村、山河村、蛟河村、双兴村、光荣村、志强村、五烈士村和姚炎村。